# حي رابعة العدوية

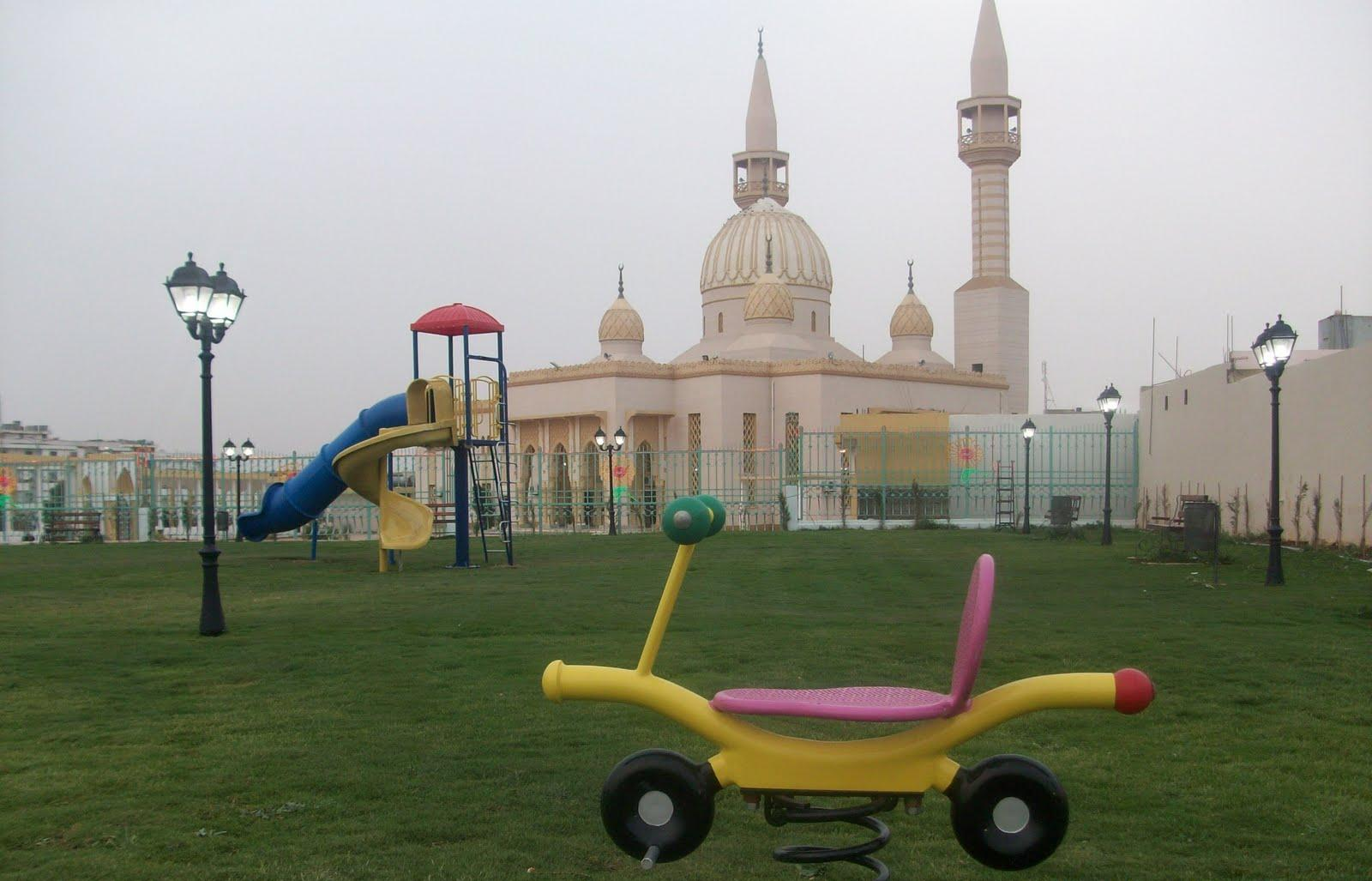
حديقة الشهيدة رقية، حديقة الطفل سابقاً. برابعة العدوية

حي رابعة العدوية يقع بين غرب حي الضاوي بمنطقة الغريقة وشرق حي الأخضر بمدينة البيضاء في ليبيا، ويرجع تسميته بهذا الاسم نسبه إلي رابعة العدوية أحد الشخصيات المشهورة في عالم التصوف الإسلامي.